# 님은 가시고 (1944년 영화)
《님은 가시고》(Since You Went Away)는 미국에서 제작된 존 크롬웰 감독의 1944년 드라마, 전쟁 영화이다. 클로데트 콜베르 등이 주연으로 출연하였고 데이비드 O. 셀즈닉 등이 제작에 참여하였다.

## 출연

### 주연
- 클로데트 콜베르
- 제니퍼 존스

### 조연
- 조지프 코튼
- 셜리 템플
- 몬티 울리
- 라이어널 배리모어
- 로버트 워커
- 해티 맥대니얼
- 애그니스 무어헤드

## 기타
- 미술: 윌리엄 L. 페레라
- 의상: 엘머 엘스워스